# 巴西國歌
《巴西国歌》（葡萄牙語：Hino Nacional Brasileiro）是巴西联邦共和国的国歌，于1822年由帝国乐队的大提琴师弗朗西斯科·曼纽尔·达·席尔瓦作曲，原名《四月七日颂歌》，发表于1831年，以此庆祝首任巴西皇帝的佩德罗一世退位，1889年巴西帝國被推翻，改为共和国，1909年，由奥索里奥·杜克·埃斯特拉达为这首歌重新填词。1922年被巴西政府正式定为国歌。